# ایردنینگ
ایردنینگ (به آلمانی: Irdning) یک منطقهٔ مسکونی در اتریش است که در ناحیه لیتسن واقع شده‌است. ایردنینگ ۲۱٫۹۵ کیلومتر مربع مساحت دارد ۶۷۳ متر بالاتر از سطح دریا واقع شده‌است.